# Wanshan (häradshuvudort i Kina, Guizhou Sheng, lat 27,52, long 109,21)
Wanshan (kinesiska: 万山, 万山镇) är en häradshuvudort i Kina. Den ligger i provinsen Guizhou, i den sydvästra delen av landet, omkring 270 kilometer öster om provinshuvudstaden Guiyang. Antalet invånare är 14 437. Befolkningen består av 7 209 kvinnor och 7 228 män. Barn under 15 år utgör 17,0 %, vuxna 15-64 år 68 %, och äldre över 65 år 13,0 %.